# Пелуффо, Ана Луиса
Ана Луиса Пелуффо (исп. Ana Luisa de Jesus Quintana Paz Peluffo) (9 октября 1929 (или 1931), Сантьяго-де-Керетаро, Мексика) — известная мексиканская актриса театра и кино, актриса эпохи Золотого века мексиканского кинематографа.

## Биография
Родилась 9 октября 1929 (или 1931) года в Сантьяго-де-Керетаро. В мексиканском кинематографе дебютировала в 1948 году и с тех пор снялась в 168 работах в кино и телесериалах. Телесериалы Маримар, Узы любви, Личико ангела и Наперекор судьбе оказались наиболее успешными в карьере актрисы, ибо были проданы во многие страны мира. Дважды была номинирована на премию Diosa de plata и оба раза ей удалось одержать достойную победу.
В настоящее время порвала с кинематографом из-за проблем со здоровьем и старостью.

## Фильмография
1
Музыкант (сериал, 2014)
El Mariachi
2
Письма к Елене (2011)
Cartas a Elena … Vieja Paniagua
3
La virgen de la caridad del cobre (2008)
4
Женщины-убийцы (сериал, 2008 — …)
Mujeres asesinas … Toñita
5
La hacienda del terror (видео, 2005)
6
Наперекор судьбе (сериал, 2005)
Contra viento y marea … Bibi de la Macorra
7
Nido de escorpiones (2003)
8
Olvidados (2002)
9
Abuso (2001)
… Silvia
10
Corazón de tequila (2000)
11
Beso nocturno (2000)
… короткометражка
12
Личико ангела (сериал, 2000—2001)
Carita de ángel … Aída Medrano de Romero
13
El chivatazo (1999)
14
Тюрьма 3 (1999)
Reclusorio III
15
Una tumba abandonada (1999)
… Susana
16
Серафин (сериал, 1999)
Serafín … Esther
17
2 monjitas en peligro (1998)
18
Engaño mortal (1998)
19
Taxi asesino (1998)
20
Мечтательницы (сериал, 1998—1999)
Soñadoras … Kika
21
Asesino misterioso (1997)
… Consuelo (в титрах: Ana Luisa Pelufo)
22
Pacas de a kilo (1997)
23
Мария Исабель (сериал, 1997)
María Isabel … Iris
24
Ты и я (сериал, 1996)
Tu y yo … Catalina
25
Узы любви (сериал, 1995 — …)
Lazos de amor … Aurora Campos
26
La reina de las bandas (1994)
27
Маримар (сериал, 1994 — …)
Marimar … Selva
28
Tragedia en Waco, Texas (1993)
… Helen Brown
29
Por un salvaje amor (1992)
30
Голый шантаж (1992)
Chantaje al desnudo
31
Encuentro de valientes (1991)
32
Ambiciones que matan (1991)
33
Super mojado (1991)
34
Dos cruces en el ocaso (1991)
35
Furia de venganza (1991)
36
Comerciantes de niños (1991)
37
Dos gallos alborotados (1991)
38
Las paradas de los choferes (1991)
39
Преследуемая (1991)
Perseguida
40
Pandilleros asesinos (1990)
41
Compadres a la Mexicana (1990)
… Araceli Valverde
42
Mágico, el enviado de los dioses (1990)
… Madre del niño Deán Quintana
43
Под знаком судьбы (1990)
Marcados por el destino
44
Policía rural (1990)
45
Al margen de la ley (1989)
… Julissa
46
El diario íntimo de una cabaretera (1989)
47
Белое и чёрное (сериал, 1989)
Lo blanco y lo negro … Odette
48
Ограбление банка в Лос Мочис (1988)
Bancazo en Los Mochis
49
Насильник из ада (1988)
El violador infernal
50
Грех Оюки (сериал, 1988)
El pecado de Oyuki … Ivette
51
Гора страдания (сериал, 1988)
Monte Calvario
52
Agapito se mete en todo (1988)
53
Cacería implacable (1988)
54
Mi fantasma y yo (1988)
55
El reportero (1987)
56
El vagón de la muerte (1987)
… Micaela
57
Vuelven los pistoleros famosos III (1987)
58
Arriba Michoacán (1987)
59
Три мексиканских парня (1986)
Tres Mexicanos ardientes
60
Прачки (1986)
Los lavaderos
61
El exterminador nocturno (1986)
62
Casos de alarma (1986)
… Aída
63
El hijo de Pedro Navaja (1986)
… La Roja
64
Dos pistoleros violentos (1985)
65
Mi nombre es gatillo (1985)
66
Хуана Ирис (сериал, 1985)
Juana Iris … Chata
67
Женщина, случаи из реальной жизни (сериал, 1985 — …)
Mujer, casos de la vida real … Rosa Maria
68
Ориноко (1985)
Orinoco … Mina
69
El ratero de la vecindad II (1985)
70
El regreso del carro rojo (1984)
… Andrea
71
Entre ficheras anda el diablo — La pulquería 3 (1984)
72
Emanuelo (1984)
73
Cruz de olvido (1984)
74
La silla vacía (1984)
75
Pedro Navaja (1984)
… Roja
76
Corrupción (1984)
… Aurora
77
Мститель за 30 июня (1983)
El vengador del 30-06
78
Se me sale cuando me río (1983)
79
La fuga de Carrasco (1983)
80
Por un vestido de novia (1983)
81
Бедная сеньорита Лимантур (сериал, 1983 — …)
La pobre Señorita Limantour … Armida Torreblanca
82
Натурщицы (1983)
Las modelos de desnudos
83
La combi asesina (1982)
… Irene
84
El Bronco (1982)
85
El ratero de la vecindad (1982)
86
Burdel (1982)
87
Aquel famoso Remington (1982)
… Coneja
88
Las fabulosas del Reventón (1982)
89
Горбунья (1981)
La Jorobada
90
El Cain del bajio (1981)
91
El vecindario (1981)
92
La coralillo (1981)
93
Остолоп 2 (1981)
Perro callejero II … La Lola
94
Секстое чувство (1981)
El sexo sentido … Madre de Pedrito
95
Бесстрашные панки (1980)
Intrépidos punks
96
Танцовщицы кабаре (1980)
Las cabareteras
97
La venganza de un matón (1980)
98
Las tentadoras (1980)
99
Hilario Cortes, el rey del talón (1980)
100
Pesadilla mortal (1980)
101
Остолоп (1980)
Perro callejero
102
El alburero (1979)
103
En la cuerda del hambre (1979)
104
Adriana del Rio, actriz (1979)
105
Крыса во тьме (1979)
Una rata en la oscuridad … Josefina
106
Разорванный флаг (1979)
Bandera rota … Elisa de Iriarte
107
La hija de nadie (1979)
108
Бумажные цветы (1978)
Flores de papel … La Señora
109
Guerra de sexos (1978)
… (в титрах: Ana Luisa Pelufo)
110
Candelaria (1978)
111
Mataron a Camelia la Texana (1978)
112
Желания (1977)
Deseos
113
La casta divina (1977)
… Tulita
114
Acorralados (1976)
115
Бедная Клара (сериал, 1975)
Pobre Clara … Lucia
116
La venida del rey Olmos (1975)
117
El valle de los miserables (1975)
… Concepción
118
Смерть Панчо Вильи (1974)
La muerte de Pancho Villa
119
La satánica (1973)
120
Eva y Dario (1973)
121
Ангелы и херувимы (1972)
Ángeles y querubines … Gabriela
122
El vals sin fin (1972)
123
Triangulo (1972)
… Diana Avelar (в титрах: Ana Luisa Pelufo)
124
Братья Корахе (сериал, 1972—1974)
Los hermanos coraje … Mamá ana Coraje
125
Siempre hay una primera vez (1971)
… Gloria (segment 'Gloria')
126
El último pistolero (1969)
127
El crepúsculo de un dios (1969)
… Countess De Negrescu
128
Las impuras (1969)
129
Наркосатанизм (1968)
Narco Satánico
130
Pasaporte a la muerte (1968)
… Laura
131
Дверь и Жена мясника (1968)
La puerta y la mujer del carnicero … Elenita (segment 'La puerta')
132
Requiem por un canalla (1968)
… Martha Duval
133
Блуждающий в дожде (1968)
Vagabundo en la lluvia … Monica
134
Despedida de casada (1968)
135
El tesoro de Atahualpa (1968)
136
Гангстер (1965)
El gángster … Isabel
137
Живая голова (1963)
La cabeza viviente … Marta / Xochiquétzal
138
Под одной кожей (1962)
Bajo un mismo rostro
139
Завоевание Луны (1960)
Conquistador de la luna … Estelita
140
El fantasma de la opereta (1960)
… Lucy
141
¡Yo sabia demasiado! (1960)
… Ana
142
Cada quién su vida (1960)
… Rosa, la 'Tacón Dorado'
143
Dos fantasmas y una muchacha (1959)
… Ana la Tobillera / Ana
144
Nacida para amar (1959)
145
Sed de amor (1959)
… Rosaura
146
La mujer y la bestia (1959)
… Laura Moreno; La Vicky
147
El vestido de novia (1959)
… Marta
148
Las señoritas Vivanco (1959)
… Maruja Valverde
149
Человек-невидимка (1958)
El hombre que logró ser invisible … Beatriz Cifuentes / Beatrice Forsythe
150
La venenosa (1958)
151
Ama a tu prójimo (1958)
… Marta Linares
152
Socios para la aventura (1958)
153
Pobres millonarios (1957)
154
La mujer marcada (1957)
155
Camino del mal (1957)
… Marta
156
La Diana cazadora (1957)
… Martha
157
Saranno uomini (1957)
… Ernestina
158
Рабы Карфагена (1956)
Le schiave di Cartagine … Esther
159
La adúltera (1956)
… Cecilia
160
Besos prohibidos (1956)
161
La ilegítima (1956)
162
El seductor (1955)
… Raquel
163
Сила страсти (1955)
La fuerza del deseo … Silvia
164
Orquídeas para mi esposa (1954)
… Lidia Montes (в титрах: Ana Luisa)
165
La venenosa (1949)

### В титрах не указана
166
Тарзан и русалки (1948)
Tarzan and the Mermaids … Aquitanian

### Камео
167
Memoria del cine mexicano (1993)
168
Jóvenes y rebeldes (1961)

## Театральные работы
- Девичник